# Andrea Riggio
Andrea Riggio, o Reggio (Palermo, 10 marzo 1660 – Roma, 15 dicembre 1717), è stato un patriarca cattolico italiano.
Fu vescovo di Catania dal 1693 al 1717, prelato domestico del Papa e patriarca titolare di Costantinopoli.

## Biografia
Appartenente alla nobile casata dei Riggio o Reggio, nacque a Palermo il 10 marzo 1660 come secondogenito di Don Luigi Reggio Giuffrè, e di Donna Francesca Saladino, baronessa di Rachali. il vescovo Andrea Reggio Saladino s'investì, il 14 Ottobre 1681, del titolo di Principe della Catena (Catenanuova) come donatario di Luigi, suo padre.
All'età di trentatré anni, nel 1693, giunse a Catania, città della cui diocesi sarebbe stato il nuovo vescovo.
Proprio durante il suo viaggio verso Roma per ottenere l'investitura vescovile dalle mani del Papa, Catania e la sua intera diocesi fu colpita da uno storico tragico evento, il terremoto dell'11 gennaio 1693, che rase al suolo la città mietendo circa sedicimila vittime.
Andrea Riggio fu nominato vescovo da papa Innocenzo XII il 20 aprile 1693, e non tardò a fare rientro nella sua Catania, che, stravolta dal sisma, piangeva ancora le sue innumerevoli vittime. Da nuovo vescovo egli si dovette rimboccare le maniche non solo per la cura delle anime, tragicamente provate in quel triste momento, ma anche per la ricostruzione degli edifici sacri.

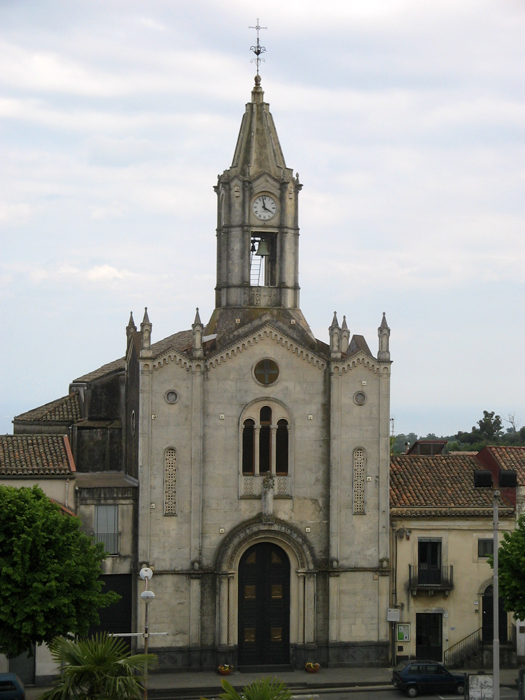
La parrocchiale di San Giuseppe in Pisano Etneo, frazione di Zafferana Etnea, una delle chiese fatte costruire da Riggio

Si adoperò così per la ricostruzione della Cattedrale, del Seminario, del Palazzo Vescovile, di una decina di chiese, cercando di riassestare il bilancio delle parrocchie e dei monasteri della diocesi. Fu così che, nell'agosto del 1712, inaugurò e benedisse la Cattedrale, per la costruzione della quale aveva anche investito del proprio denaro.
Il vescovo Riggio dovette però combattere anche contro la diffidenza del Palazzo Senatorio e del Tribunale della Monarchia, che nell'intraprendenza del capo della chiesa catanese videro un ostacolo ai loro progetti, in modo particolare sul tema della libertà e dell'immunità ecclesiastiche.
Tra il Palazzo Senatorio e il Vescovado si svilupparono così degli attriti, che crebbero nel corso di alcuni eventi. Nel 1699, infatti, un reo confesso di omicidio, mentre veniva portato al patibolo, incrociò sulla strada il vescovo. In questi casi era usanza a quell'epoca che il popolo potesse chiedere la grazia al vescovo, e così avvenne. Il vescovo Riggio concesse la grazia, ma i soldati riportarono il condannato nelle prigioni, senza metterlo in libertà. Questo atto di prepotenza fu giudicato dal Riggio come un affronto, e organizzando una sorta di sommossa, riuscì a farsi consegnare il prigioniero e a liberarlo.
Un altro episodio che suscitò le ire della Corte di Spagna, fu quello che vide come movente la costruzione nottetempo del famoso Arco di san Benedetto, in Via dei Crociferi, per collegare le due ali del monastero delle benedettine, separate dall'asse viario di via Crociferi. Nonostante il progetto della costruzione di questo arco fosse stato bandito dai Giudici del Real Patrimonio, il vescovo Riggio diede il via all'opera, minacciando di scomunica chiunque l'avesse contrastato.
Ma l'episodio decisivo fu quello che avvenne nel 1713, quando il Viceré mandò un drappello di soldati a Catania per costringere il vescovo Andrea Riggio a lasciare la città, colpevole di aver aiutato nella fuga alcuni briganti che si erano rifugiati in una chiesetta privata.
Il vescovo, allora, lasciò Catania per raggiungere Siracusa, scomunicando il capitano, il tenente e i soldati, e lasciando l'interdetto sulla Cattedrale e sulla diocesi di Catania.
Il vescovo Riggio trascorse gli ultimi anni della sua vita a Roma, dove fu nominato, nel frattempo, prelato domestico del Pontefice e patriarca titolare di Costantinopoli.
Morì con in cuore il desiderio di tornare nella sua Catania il 15 dicembre 1717, a soli 57 anni, colpito da un'emorragia cerebrale.
La sua salma fu trasferita a Catania nel 1727, accolta da una folla di cittadini riconoscenti e consapevoli della grave perdita che la città aveva subito e dei torti che il vescovo Andrea Riggio aveva dovuto subire. Le spoglie mortali del vescovo furono inumate nella cappella di sant'Agata, all'interno della Cattedrale.

## Genealogia episcopale
La genealogia episcopale è:
- Cardinale Scipione Rebiba
- Cardinale Giulio Antonio Santori
- Cardinale Girolamo Bernerio, O.P.
- Arcivescovo Galeazzo Sanvitale
- Cardinale Ludovico Ludovisi
- Cardinale Luigi Caetani
- Cardinale Ulderico Carpegna
- Cardinale Paluzzo Paluzzi Altieri degli Albertoni
- Cardinale Gaspare Carpegna
- Patriarca Andrea Riggio